# Requin (S634)
Pour les articles homonymes, voir Requin (navire).
Le Requin (numéro de coque S634) est un sous-marin d'attaque conventionnel français de classe Narval.